# Вім Гофкенс
Вім Гофкенс (нід. Wim Hofkens, нар. 27 березня 1958, Маде) — нідерландський футболіст, що грав на позиції захисника і півзахисника.
Виступав здебільшого за бельгійські клуби — «Беверен», «Андерлехт» та «Мехелен», а також національну збірну Нідерландів.
Чотириразовий чемпіон Бельгії. Володар Кубка УЄФА. Володар Кубка Кубків УЄФА. Володар Суперкубка УЄФА. 

## Клубна кар'єра
У дорослому футболі дебютував 1974 року виступами за команду клубу «Віллем II», в якій провів два сезони, взявши участь у 55 матчах чемпіонату. 
Своєю грою за цю команду привернув увагу представників тренерського штабу клубу «Беверен», до складу якого приєднався 1976 року. Відіграв за команду з Беверена наступні чотири сезони своєї ігрової кар'єри. Більшість часу, проведеного у складі «Беверена», був основним гравцем команди. 1979 року уперше в своїй кар'єрі став чемпіоном Бельгії.
1980 року уклав контракт з клубом «Андерлехт», у складі якого провів наступні п'ять років своєї кар'єри гравця.  Граючи у складі «Андерлехта» також здебільшого виходив на поле в основному складі команди. За цей час двічі виборював титул чемпіона Бельгії, ставав володарем Кубка УЄФА.
Протягом 1985—1986 років захищав кольори команди клубу «Беєрсхот».
1986 новопризначений нідерландський тренер «Мехелена» Аад де Мос запросив співвітчизника Гофкенса приєднатися до його команди. З нею були пов'язані наступні п'ять сезонів кар'єри гравця та найбільші успіхи — 1988 року Вім Гофкнс у складі «Мехелена» став володарем спочатку Кубка володарів кубків, а згодом й Суперкубка Європи. Тренерським штабом клубу також розглядався як гравець «основи».
Згодом протягом 1991—1992 років захищав кольори команди клубу «Кортрейк».
Завершив професійну ігрову кар'єру на батьківщині у клубі АЗ, за команду якого виступав протягом 1992—1993 років.

## Виступи за збірну
1983 року дебютував в офіційних матчах у складі національної збірної Нідерландів. Протягом кар'єри у національній команді, яка тривала 7 років, провів у формі головної команди країни 5 матчів.

## Титули і досягнення
- Чемпіон Бельгії (4):

«Андерлехт»: 1980-1981, 1984-1985
«Беверен»: 1978-1979
«Мехелен»: 1988-1989
- Володар Кубка Бельгії (2):

«Беверен»: 1977-1978
«Мехелен»: 1986-1987
- Володар Суперкубка Бельгії (1):

«Беверен»: 1979
- Володар Кубка УЄФА (1):

«Андерлехт»: 1982-1983
- Володар Кубка Кубків УЄФА (1):

«Мехелен»: 1987-1988
- Володар Суперкубка УЄФА (1):

«Мехелен»: 1988